# Santa Comba (Lugo)
Santa Comba (llamada oficialmente San Pedro de Santa Comba) es una parroquia y una aldea española del municipio de Lugo, en la provincia de Lugo, Galicia.

## Organización territorial
La parroquia está formada por trece entidades de población:
- A Casilla
- Burneiros
- Cabanas
- Carrás
- Carretera (A Estrada)
- Gándara (A Gándara)
- Pacios
- Pedrafita
- Santa Comba
- Santa Engracia
- Teigueselle
- Vilamarce
- Vilar

## Demografía

### Parroquia
| Gráfica de evolución demográfica de Santa Comba (parroquia) entre 2000 y 2020 |
|                                                                               |
| Datos según el nomenclátor publicado por el INE.                              |

### Aldea
| Gráfica de evolución demográfica de Santa Comba (aldea) entre 2000 y 2020 |
|                                                                           |
| Datos según el nomenclátor publicado por el INE.                          |